# Cantos píos

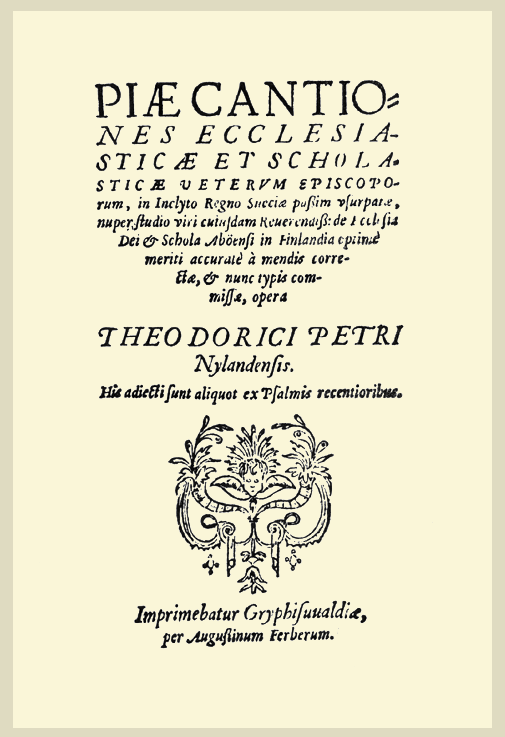
Piæ cantiones, 1625

Piæ cantiones ecclesiasticæ et scholasticæ veterum episcoporum (“Cantos píos eclesiásticos y escolares de los antiguos obispos”) es una colección de cantos en latín medieval publicados por primera vez en 1582. Los cantos se difundieron por las iglesias reformadas de Suecia y Finlandia, y se cantaban en las escuelas suecas alrededor de 1700 y en Finlandia todavía se cantaban en el siglo XIX.

## Descripción de la colección
La edición príncipe consta de 74 cantos divididos en:
- 24 Villancicos, bajo el epígrafe: Cantiones de nativitate Domini et Salvatoris nostri Iesu Christi.
- 9 Cantos pascuales, bajo el epígrafe: De passione Domini nostri Iesu Christi.
- Un canto de Pentecostés, bajo el epígrafe: In festo pentecostes
- Tres Cantos a la Trinidad, bajo el epígrafe: De Trinitate
- Dos cantos eucarísticos, bajo el epígrafe: De eucharistia
- Cuatro preces, bajo el epígrafe: Cantiones precum
- 14 Cantos sobre a condición humana, bajo el epígrafe: De fragilitate et miseriis humanæ conditionis
- 10 Cantos escolares, bajo el epígrafe: De vita scholastica
- Dos cantos de unión, bajo el epígrafe: De concordia
- Tres cantos históricos, bajo el epígrafe: Historicæ cantiones
- Dos cantos primaverales, bajo el epígrafe: De tempore vernali cantiones

De los 74 cantos 12 son de música polifónica: 7 para dos voces, 3 para tres voces y 2 para cuatro voces.

## Historia

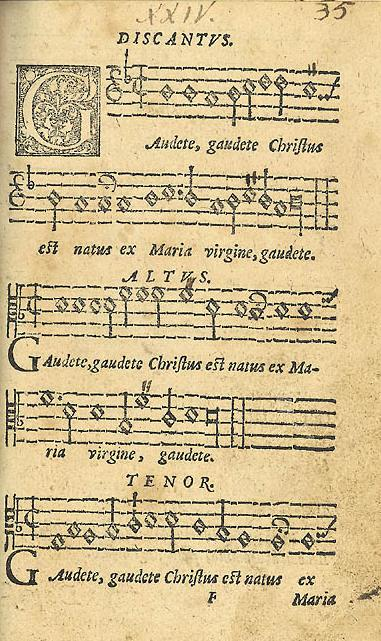
Primera página de Gaudete.

Los Piæ cantiones han sido compilados por (en latín: Jacobus Finno: o  en finés: Jaakko Suomalainen); un hombre del clero de la Escuela de la catedral de Turku.·
La primera edición fue realizada en Greifswald, que pertenecía entonces a Suecia, por el sueco Theodoricus Petri Rutha de Nyland y el finés Petri Uusimaa (1560 - 1630),

miembro de una familia aristocrática y estudiante en la universidad de Rostock.
Esta primera edición comprende 74 cantos en latín o en sueco y latín.
En 1616, Hemminki Maskulainen edita la traducción en finés de los  cantos bajo el título Wanhain Suomen maan Piispain ja Kirkon Esimiesten laulud Christuxesta ja inhimillisen elämän surkeudhesta.
.
En 1625, la familia de Theodoricus Petri edita una versión que comprende 13 cantos adicionales con adaptaciones polifónicas de Daniel Friderici el chantre de la iglesia de Santa María  de Rostock.
Hasta el siglo XIX, los Piæ cantiones son populares en las escuelas finlandesas, después desaparecerán progresivamente. Actualmente, a consecuencia del renovado interés por la música antigua, las Piæ cantiones son nuevamente una parte muy apreciada del repertorio de las corales finesas y suecas. Hoy en día, las traducciones de Maskulainen aparecen bajo una forma moderna en los libros de canto de la Iglesia evangélica luterana de Finlandia. En este sentido los Piæ cantiones continúan enriqueciendo la vida espiritual en Finlandia.

## LosPiae Cantionesen inglés
En 1853 el embajador británico en Suecia, G. J. R. Gordon, regresó a Inglaterra con una copia de la edición de 1582, la cual regaló al sacerdote anglicano y escritor de himnos John Mason Neale, bien conocido por su interés en la música antigua, quien, a su vez, lo pasó al director de coro y también escritor de himnos Thomas Helmore, quien era experto en la interpretación de la notación mensural en a que estaban escritas las melodías. Después de recibir las melodías en notación moderna Neale tradujo el texto al inglés, o en algunos poco casos escribió nuevas letras. Neale y Helmore publicaron 12 de estas melodías en el mismo año que Carols for Christmastide, y el siguiente año 12 más como Carols for Eastertide. La colección de villancicos incluía Christ was born on Christmas Day tomada de Resonet in laudibus, Good Christian men, rejoice de In dulci jubilo, y Good King Wenceslas así como una nueva letra para el canto primaveral Tempus adest floridum. La colección pascual incluía Let the song be begun tomada de Personent hodie.
El libro de Helmore publicado en 1854 con el título de The Hymnal Noted, el himno Divinum mysterium se convirtió, con letra inspirada en el poema de Prudencio titulado Corde natus ex parentis, en Of the father sole begotten. Versiones posteriores fueron hechas por estos, y otros autores, tales como Puer nobis nascitur (Unto Us is Born a Son) y Gaudete.
En 1910 se publicó en Inglaterra una edición del original, titulado Piae Cantiones: A Collection of Church & School Song, chiefly Ancient Swedish, originally published in A.D. 1582 by Theodoric Petri of Nyland, por la Plainsong and Medieval Music Society.